# Од блата до злата
Од блата до злата је шести соло албум репера Ђуса (енгл. Juice), који је издат 2017. године. На албуму се налази 17 песама.